# Квинслендская тушканчиковая мышь
Квинслендская тушканчиковая мышь, или дарлингдаунская мышь (лат. Notomys mordax), — исчезнувший вид грызунов из семейства мышиных. Известен по единственной кости черепа, найденной в 1846 году в Дарлинг-Даунсе (Darling Downs) на юго-востоке Квинсленда, Австралия. Достоверность вида вызывает сомнения.
Строение черепа предполагает, что вид был либо тесно связан, либо, возможно, идентичен тушканчиковой мыши Митчелла (Notomys mitchellii). Тем не менее, моляры были длиннее, резцы были шире, и в отличие от большинства других видов мышей, был дополнительный премоляр. Совсем недавно в Кунабарабране на северо-востоке штата Новый Южный Уэльс был обнаружен ряд субфоссильных черепов, принадлежащих экземплярам Notomys. У них были меньшие зубы, чем у N. mitchellii из Виктории и Южной Австралии. Однако до сих пор неясно, к какому виду они принадлежат.
Вымирание вида, возможно, было следствием ввоза стад крупного рогатого скота, которые сильно изменили их среду обитания.